# 8441 Lapponica
A 8441 Lapponica (ideiglenes jelöléssel 4008 T-3) a Naprendszer kisbolygóövében található aszteroida. Cornelis Johannes van Houten, Ingrid van Houten-Groeneveld és Tom Gehrels fedezte fel 1977. október 16-án.